# 6e sessie van de Commissie voor het Werelderfgoed

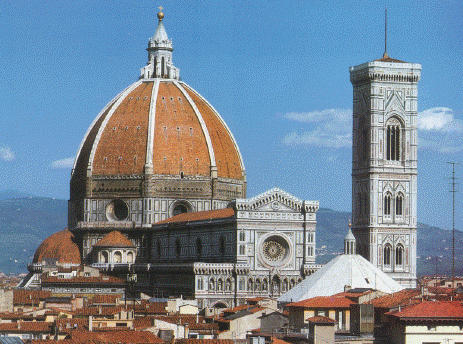
Florence/Firenze in Italië

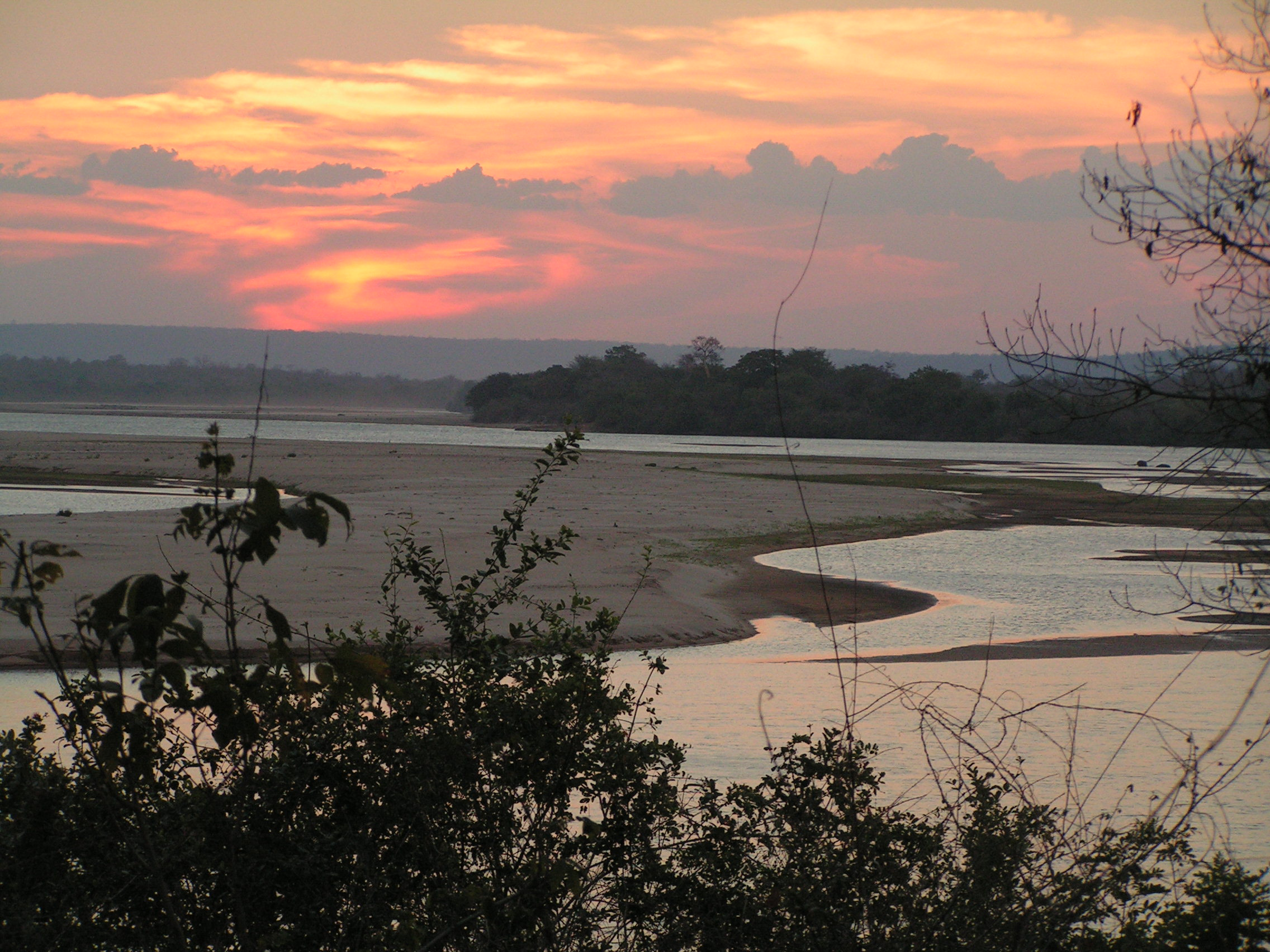
Wildreservaat Selous in Tanzania

De 6e sessie van de Commissie voor het Werelderfgoed van UNESCO vond van 13 december tot 17 december 1982 plaats in Parijs in Frankrijk. Er werden 24 nieuwe locaties aan de werelderfgoedlijst toegevoegd, 17 cultuursites, 2 gemengde sites en 5 natuursites. Op de rode lijst werd een locatie toegevoegd. Het totale aantal inschrijvingen komt hiermee op 135 (97 cultureel erfgoedsites, 6 gemengde erfgoedpatrimonia en 32 locaties van natuurlijk erfgoed).

## Wijzigingen in 1982
In 1982 zijn de volgende locaties toegevoegd:

### Cultureel erfgoed
- Algerije: M'Zabvallei
- Algerije: Djémila
- Algerije: Tipaza
- Algerije: Timgad
- Brazilië: Historisch centrum van Olinda
- Cuba: Oud Havana met vestingwerken
- Frankrijk: Van de zoutziederij van Salins-les-Bains tot de koninklijke zoutziederij van Arc-et-Senans, de productie van zout in zoutpannen (uitgebreid in 2009)
- Haïti: Nationaal historisch park Citadel, Sans-Souci, Ramiers
- Italië: Historisch centrum van Florence
- Jemen: Oude ommuurde stad Shibam
- Libië: Archeologisch Leptis Magna
- Libië: Archeologisch Sabratha
- Libië: Archeologisch Cyrene
- Sri Lanka: Heilige stad Anuradhapura
- Sri Lanka: Oude stad Polonnaruwa
- Sri Lanka: Oude stad Sigiriya
- Verenigde Staten van Amerika: Historisch Cahokia Mounds

### Gemengd erfgoed
- Algerije: Tassili n'Ajjer
- Australië: Tasmaanse wildernis (uitgebreid in 1989)

### Natuurerfgoed
- Australië: Lord Howe-archipel
- Honduras: Biosfeerreservaat Río Plátano
- Ivoorkust: Nationaal park Taï
- Seychellen: Atol Aldabra
- Tanzania: Wildreservaat Selous

### Uitbreiding
In 1982 werd een site van Guinee uitgebreid met het deel van het reservaat dat zich in Ivoorkust bevindt:
- Guinee / Ivoorkust: Natuurreservaat Mount Nimba

### Verwijderd van de rode lijst
In 1982 zijn geen locaties verwijderd van de rode lijst.

### Toegevoegd aan de rode lijst
In 1982 werd Oude Stad Jeruzalem en haar stadsmuren toegevoegd aan de rode lijst, de lijst van bedreigd werelderfgoed.
1977 · 
1978 · 
1979 · 
1980 · 
1981 · 
1982 · 
1983 · 
1984 · 
1985 · 
1986 · 
1987 · 
1988 · 
1989 · 
1990 · 
1991 · 
1992 · 
1993 · 
1994 · 
1995 · 
1996 · 
1997 · 
1998 · 
1999 · 
2000 · 
2001 · 
2002 · 
2003 · 
2004 · 
2005 · 
2006 · 
2007 · 
2008 · 
2009 · 
2010 · 
2011 · 
2012 · 
2013 · 
2014 · 
2015 · 
2016 · 
2017 · 
2018 · 
2019 · 
2020-2021 ·
2022-2023 ·
2024 ·
2025